# Dacidava
A fost un oraș dacic fortificat, locuit de daci liberi, situat în apropierea actualului oraș Șimleu Silvaniei, în partea de nord-vest a Transilvaniei, România, la aproximativ 35 km nord de la frontiera stabilită pe Munții Meseș, frontieră care separa Dacia ocupată de Imperiul Roman și teritoriile dacice rămase în afara influenței imperiului.
Format:Dacia topics